# Sommer-Paralympics 2008/Sitzvolleyball
Bei den Sommer-Paralympics 2008 in Peking wurden Medaillen in zwei Wettbewerben im Sitzvolleyball, sowohl einer für Männer als auch einer für Frauen, vergeben. Die Entscheidungen fielen zwischen dem 7. September und dem 15. September 2008 in der Chinesischen Landwirtschaftsuniversität.

## Klassifizierung
Gespielt wird nach den Regeln der Weltorganisation für Behinderten-Volleyball. In jedem Spiel treten zwei Mannschaften mit bis zu jeweils zwölf Spielern an, von denen sechs pro Mannschaft sich gleichzeitig auf dem Feld befinden. Ein Spieler darf eine Minimalbehinderung besitzen, während die anderen fünf schwer behindert sein müssen. Mit drei gewonnenen Sätzen hat eine Mannschaft auch das Spiel gewonnen. Es werden deshalb maximal fünf Sätze gespielt. Beim Spielen des Balls muss immer Bodenkontakt bestehen und die Position darf nicht verlassen werden.

## Männer

### Vorrunde

#### Gruppe A
| Rang | Land                    | S | G | V | Sätze | Punkte |
| ---- | ----------------------- | - | - | - | ----- | ------ |
| 1    | Bosnien und Herzegowina | 3 | 3 | 0 | 9:1   | 6      |
| 2    | Russland                | 3 | 2 | 1 | 7:3   | 4      |
| 3    | Volksrepublik China     | 3 | 1 | 2 | 3:6   | 2      |
| 4    | Irak                    | 3 | 0 | 3 | 0:9   | 0      |

| Datum                         | Begegnung               | Begegnung | Begegnung               | S1    | S2    | S3    | S4    | S5 | Erg. |
| ----------------------------- | ----------------------- | --------- | ----------------------- | ----- | ----- | ----- | ----- | -- | ---- |
| 7. September 2008, 15:30 Uhr  | Bosnien und Herzegowina | -         | Volksrepublik China     | 25:14 | 25:22 | 25:17 |       |    | 3:0  |
| 8. September 2008, 11:50 Uhr  | Russland                | -         | Volksrepublik China     | 25:22 | 25:22 | 25:23 |       |    | 3:0  |
| 8. September 2008, 19:30 Uhr  | Bosnien und Herzegowina | -         | Irak                    | 25:6  | 25:14 | 25:16 |       |    | 3:0  |
| 9. September 2008, 15:30 Uhr  | Irak                    | -         | Russland                | 13:25 | 8:25  | 15:25 |       |    | 0:3  |
| 10. September 2008, 11:30 Uhr | Russland                | -         | Bosnien und Herzegowina | 21:25 | 22:25 | 25:18 | 16:25 |    | 1:3  |
| 10. September 2008, 20:00 Uhr | Irak                    | -         | Volksrepublik China     | 9:25  | 17:25 | 12:25 |       |    | 0:3  |

(Alle Zeiten sind Ortszeit)

#### Gruppe B
| Rang | Land      | S | G | V | Sätze | Punkte |
| ---- | --------- | - | - | - | ----- | ------ |
| 1    | Iran      | 3 | 3 | 0 | 9:0   | 6      |
| 2    | Ägypten   | 3 | 2 | 1 | 6:3   | 4      |
| 3    | Brasilien | 3 | 1 | 2 | 3:6   | 2      |
| 4    | Japan     | 3 | 0 | 3 | 0:9   | 0      |

| Datum                         | Begegnung | Begegnung | Begegnung | S1    | S2    | S3    | S4 | S5 | Erg. |
| ----------------------------- | --------- | --------- | --------- | ----- | ----- | ----- | -- | -- | ---- |
| 7. September 2008, 11:30 Uhr  | Iran      | -         | Japan     | 25:7  | 25:7  | 25:5  |    |    | 3:0  |
| 7. September 2008, 19:30 Uhr  | Ägypten   | -         | Brasilien | 25:8  | 25:14 | 25:17 |    |    | 3:0  |
| 8. September 2008, 15:30 Uhr  | Iran      | -         | Brasilien | 25:9  | 25:11 | 25:8  |    |    | 3:0  |
| 9. September 2008, 11:35 Uhr  | Iran      | -         | Ägypten   | 27:25 | 25:12 | 25:18 |    |    | 3:0  |
| 9. September 2008, 19:30 Uhr  | Brasilien | -         | Japan     | 25:20 | 25:17 | 25:10 |    |    | 3:0  |
| 10. September 2008, 15:30 Uhr | Ägypten   | -         | Japan     | 25:8  | 25:11 | 25:15 |    |    | 3:0  |

(Alle Zeiten sind Ortszeit)

### Finalrunde
|  | Halbfinale                    | Halbfinale                    |                               |   | Finale                        | Finale                        |
|  |                               |                               |                               |   |                               |                               |
|  | Bosnien und Herzegowina       | 3                             |                               |   |                               |                               |
|  | Ägypten                       | 0                             |                               |   |                               |                               |
|  | 12. September 2008, 12:30 Uhr |                               |                               |   |                               |                               |
|  |                               |                               | 15. September 2008, 18:30 Uhr |   |                               |                               |
|  | Bosnien und Herzegowina       | 0                             |                               |   |                               |                               |
|  |                               | Iran                          | 3                             |   |                               |                               |
|  |                               |                               |                               |   |                               |                               |
|  | Spiel um Platz drei           |                               |                               |   |                               |                               |
|  | 12. September 2008, 18:00 Uhr | 12. September 2008, 18:00 Uhr | Ägypten                       | 2 |                               |                               |
|  | Iran                          | 3                             | Russland                      | 3 |                               |                               |
|  | Russland                      | 0                             |                               |   | 15. September 2008, 16:00 Uhr | 15. September 2008, 16:00 Uhr |

### Fünfter bis achter Platz
|  | Klassifizierungsrunde         | Klassifizierungsrunde         |                               |   | Spiel um Platz fünf           | Spiel um Platz fünf           |
|  |                               |                               |                               |   |                               |                               |
|  | Volksrepublik China           | 3                             |                               |   |                               |                               |
|  | Japan                         | 0                             |                               |   |                               |                               |
|  | 11. September 2008, 12:00 Uhr |                               |                               |   |                               |                               |
|  |                               |                               | 13. September 2008, 18:00 Uhr |   |                               |                               |
|  | Volksrepublik China           | 3                             |                               |   |                               |                               |
|  |                               | Brasilien                     | 1                             |   |                               |                               |
|  |                               |                               |                               |   |                               |                               |
|  | Spiel um Platz sieben         |                               |                               |   |                               |                               |
|  | 11. September 2008, 18:00 Uhr | 11. September 2008, 18:00 Uhr | Japan                         | 0 |                               |                               |
|  | Brasilien                     | 3                             | Irak                          | 3 |                               |                               |
|  | Irak                          | 1                             |                               |   | 13. September 2008, 12:15 Uhr | 13. September 2008, 12:15 Uhr |

### Medaillengewinner
| Platz | Land                    | Sportler |
| ----- | ----------------------- | --- |
| 1     | Iran                    | Davood Alipourian, Sadegh Bigdeli, S. Ebrahimibaladezaei, Jalil Eimery (Kapitän), Mahdi Hamid Zageh, Naser Hassanpour, Seyed M. Hosseini Far, Mohammad Khaleghi, Reza Peidayesh, Mohammad Resa Rahimi, Ramzan Salehi Hajikolaei (Libero), Isa Zirahi Trainer: Hadi Rezaei Garkani |
| 2     | Bosnien und Herzegowina | Safet Alibasic, Sabahudin Delalic (Kapitän), Mirzet Duran, Esad Durmisevic, Ismet Godinjak, Dzevad Hamzic, Ermin Jusufovic, Hidaet Jusufovic (Libero), Zikret Mahmic, Adnan Manko, Asim Medic, Ejub Mehmedovic Trainer: Mirza Hrustemovic                                         |
| 3     | Russland                | Alexander Baitschik, Tanatkan Bukin, Dmitri Gordijenko, Jewgeni Kusownikow, Andrei Lawrinowitsch, Wiktor Milenin, Sergei Uporow, Sergei Posdejew, Alexander Sawitschew, Maxim Timtschenko, Alexei Wolkow (Libero), Sergei Jakunin (Kapitän) Trainer: Wiktor Djakow                |

## Frauen

### Vorrunde

#### Gruppe A
| Rang | Land        | S | G | V | Sätze | Punkte |
| ---- | ----------- | - | - | - | ----- | ------ |
| 1    | Niederlande | 3 | 3 | 0 | 9:3   | 6      |
| 2    | Slowenien   | 3 | 2 | 1 | 8:5   | 4      |
| 3    | Ukraine     | 3 | 1 | 2 | 5:6   | 2      |
| 4    | Japan       | 3 | 0 | 3 | 1:9   | 0      |

| Datum                         | Begegnung   | Begegnung | Begegnung   | S1    | S2    | S3    | S4    | S5    | Erg. |
| ----------------------------- | ----------- | --------- | ----------- | ----- | ----- | ----- | ----- | ----- | ---- |
| 7. September 2008, 13:30 Uhr  | Niederlande | -         | Japan       | 25:4  | 25:21 | 25:18 |       |       | 3:0  |
| 8. September 2008, 09:30 Uhr  | Slowenien   | -         | Japan       | 25:19 | 21:25 | 25:19 | 25:9  |       | 3:1  |
| 8. September 2008, 13:30 Uhr  | Niederlande | -         | Ukraine     | 25:14 | 23:25 | 25:21 | 25:19 |       | 3:1  |
| 9. September 2008, 09:30 Uhr  | Ukraine     | -         | Slowenien   | 25:11 | 18:25 | 17:25 | 22:25 |       | 1:3  |
| 10. September 2008, 09:30 Uhr | Ukraine     | -         | Japan       | 25:16 | 25:14 | 25:18 |       |       | 3:0  |
| 10. September 2008, 17:30 Uhr | Slowenien   | -         | Niederlande | 25:23 | 17:25 | 16:25 | 25:22 | 11:15 | 2:3  |

(Alle Zeiten sind Ortszeit)

#### Gruppe B
| Rang | Land                | S | G | V | Sätze | Punkte |
| ---- | ------------------- | - | - | - | ----- | ------ |
| 1    | Volksrepublik China | 3 | 3 | 0 | 9:0   | 6      |
| 2    | Vereinigte Staaten  | 3 | 2 | 1 | 6:3   | 4      |
| 3    | Litauen             | 3 | 1 | 2 | 3:7   | 2      |
| 4    | Lettland            | 3 | 0 | 3 | 1:9   | 0      |

| Datum                         | Begegnung           | Begegnung | Begegnung          | S1    | S2    | S3    | S4    | S5 | Erg. |
| ----------------------------- | ------------------- | --------- | ------------------ | ----- | ----- | ----- | ----- | -- | ---- |
| 7. September 2008, 09:30 Uhr  | Vereinigte Staaten  | -         | Litauen            | 25:15 | 25:18 | 25:9  |       |    | 3:0  |
| 7. September 2008, 17:30 Uhr  | Volksrepublik China | -         | Lettland           | 25:4  | 25:7  | 25:16 |       |    | 3:0  |
| 8. September 2008, 17:30 Uhr  | Volksrepublik China | -         | Litauen            | 25:18 | 25:17 | 25:14 |       |    | 3:0  |
| 9. September 2008, 13:30 Uhr  | Litauen             | -         | Lettland           | 16:25 | 25:16 | 25:19 | 25:19 |    | 3:1  |
| 9. September 2008, 17:30 Uhr  | Volksrepublik China | -         | Vereinigte Staaten | 25:14 | 25:21 | 25:19 |       |    | 3:0  |
| 10. September 2008, 13:30 Uhr | Vereinigte Staaten  | -         | Lettland           | 25:12 | 25:17 | 25:11 |       |    | 3:0  |

(Alle Zeiten sind Ortszeit)

### Finalrunde
|  | Halbfinale                    | Halbfinale                    |                               |   | Finale                        | Finale                        |
|  |                               |                               |                               |   |                               |                               |
|  | Niederlande                   | 2                             |                               |   |                               |                               |
|  | Vereinigte Staaten            | 3                             |                               |   |                               |                               |
|  | 12. September 2008, 10:00 Uhr |                               |                               |   |                               |                               |
|  |                               |                               | 14. September 2008, 18:00 Uhr |   |                               |                               |
|  | Vereinigte Staaten            | 0                             |                               |   |                               |                               |
|  |                               | Volksrepublik China           | 3                             |   |                               |                               |
|  |                               |                               |                               |   |                               |                               |
|  | Spiel um Platz drei           |                               |                               |   |                               |                               |
|  | 12. September 2008, 16:00 Uhr | 12. September 2008, 16:00 Uhr | Niederlande                   | 3 |                               |                               |
|  | Volksrepublik China           | 3                             | Slowenien                     | 0 |                               |                               |
|  | Slowenien                     | 0                             |                               |   | 14. September 2008, 16:00 Uhr | 14. September 2008, 16:00 Uhr |

### Fünfter bis achter Platz
|  | Klassifizierungsrunde         | Klassifizierungsrunde         |                               |   | Spiel um Platz fünf           | Spiel um Platz fünf           |
|  |                               |                               |                               |   |                               |                               |
|  | Ukraine                       | 3                             |                               |   |                               |                               |
|  | Lettland                      | 0                             |                               |   |                               |                               |
|  | 11. September 2008, 10:00 Uhr |                               |                               |   |                               |                               |
|  |                               |                               | 13. September 2008, 16:00 Uhr |   |                               |                               |
|  | Ukraine                       | 3                             |                               |   |                               |                               |
|  |                               | Litauen                       | 0                             |   |                               |                               |
|  |                               |                               |                               |   |                               |                               |
|  | Spiel um Platz sieben         |                               |                               |   |                               |                               |
|  | 11. September 2008, 16:00 Uhr | 11. September 2008, 16:00 Uhr | Lettland                      | 3 |                               |                               |
|  | Litauen                       | 3                             | Japan                         | 2 |                               |                               |
|  | Japan                         | 1                             |                               |   | 13. September 2008, 10:00 Uhr | 13. September 2008, 10:00 Uhr |

### Medaillengewinner
| Platz | Land                | Sportler |
| ----- | ------------------- | --- |
| 1     | Volksrepublik China | Li Liping, Liang Fen, Liu Lijuan, Lu Chunli, Lu Hongqin (Kapitän), Sheng Yuhong, Tan Yanhua, Yang Yanling, Zhang Lijun, Zhang Xufei, Zheng Xiongying (Libero), Zhong Haihong Trainer: Zhang Jun                                           |
| 2     | Vereinigte Staaten  | Allison Aldrich, Heather Erickson, Alexandra Gouldie, Katie Holloway, Sugui Kriss, Kendra Lancaster, Hope Lewellen, Brenda Maymon (Kapitän), Gina McWilliams, Nichole Millage, Kari Miller (Libero), Lora Webster Trainer: Michael Hulett |
| 3     | Niederlande         | Sanne Bakker (Libero), Karin van der Haar-Kramp, Karin Harmsen-Roosen, Paula List, Djoke van Marum, Elvira Stinissen, Josien Ten Thije-Voortman, Rika de Vries, Petra Westerhof (Kapitän) Trainer: John Bestebroer                        |

## Medaillenspiegel Sitzvolleyball
| Medaillenspiegel Sitzvolleyball | Medaillenspiegel Sitzvolleyball | Medaillenspiegel Sitzvolleyball | Medaillenspiegel Sitzvolleyball | Medaillenspiegel Sitzvolleyball | Medaillenspiegel Sitzvolleyball |
| Platz                           | Land                            | G                               | S                               | B                               | Gesamt                          |
| ------------------------------- | ------------------------------- | ------------------------------- | ------------------------------- | ------------------------------- | ------------------------------- |
| 1                               | Volksrepublik China             | 1                               | –                               | -                               | 1                               |
| 1                               | Iran                            | 1                               | –                               | -                               | 1                               |
| 3                               | Bosnien und Herzegowina         | -                               | 1                               | -                               | 1                               |
| 3                               | Vereinigte Staaten              | –                               | 1                               | –                               | 1                               |
| 5                               | Niederlande                     | –                               | -                               | 1                               | 1                               |
| 5                               | Russland                        | –                               | -                               | 1                               | 1                               |